# Abel Rodríguez
Abel Rodríguez (Rosario, 1893 - Buenos Aires, 6 de junio de 1961) fue un escritor, poeta y periodista argentino, integrante del Grupo Boedo ―que estuvo conformado por artistas de vanguardia de Argentina durante los años veinte―.
En los años cincuenta fue jefe de redacción del diario La Capital (de Rosario) y publicó varios libros.

Sé que no se escribe por casualidad sino por necesidad. Apenas tendría diez años cuando ―inspirado en las andanzas de Pastor Luna, Julián Jiménez, Hormiga Negra, los hermanos Barrientos, Santos Vega y otros gauchos perseguidos― sentí en carne propia la injusticia de que eran objeto esos hombres. Hice míos sus infortunios y su coraje y me di a escribir décimas en la propia pizarra la escuela, defendiendo y loando la gesta que ellos crearon con el facón y con sus canciones. Fue entonces cuando me hice escritor [...] Según mi entender, la literatura, desde los tiempos más remotos, se ha manifestado como una necesidad del hombre. Así, considero que no tiene épocas malas o buenas, sino que se manifiesta de acuerdo con las aspiraciones del hombre, las exigencias de su tiempo y las enseñanzas de la vida.
Abel Rodríguez, reportaje en 1958

## Biografía
Nació en la ciudad de Rosario (provincia de Santa Fe). Vivió en Buenos Aires y Montevideo, donde se hizo amigo del pintor santafesino Gustavo Cochet (1894-1979).
En Buenos Aires trabajó como albañil. Fue amigo del escritor y editor Elías Castelnuovo (1893-1982), quien lo introdujo en el grupo de escritores de Boedo.

Cuando el grupo de Boedo comenzó a tomar forma, me di cuenta de que toda la cofradía estaba llena de proletarios. Arlt había sido gomero; Nicolás Olivari, peón de almacén; César Tiempo, repartidor de soda; Abel Rodríguez y Felipe Romito (uno de los más grandes cantantes de la Argentina), albañiles; Barletta y Ernesto Castro, estibadores en el puerto. Los que se unieron más tarde eran de la misma extracción: Portogalo, Antonio Gil y Abraham Vigo, pintores de brocha gorda, y el escultor Riganelli, tallista en una fábrica de muebles.
Elías Castelnuovo

En 1918 regresó a Rosario, donde editó la revista literaria La Pluma.
A lo largo de 1921, su amigo, el escultor Erminio Blotta (1892-1976), le pidió que fuera el modelo para realizar el busto de Dante Alighieri. El 11 de noviembre de 1921 se instaló oficialmente en el Rosedal del Parque Independencia; y desde mayo de 1965, en el cantero central del bulevar Oroño frente a la escuela homónima, al 1160.
También dirigió el periódico Tribuna Obrera.
cuya dirección compartió con Domingo Fontanarrosa, y donde también colaboraba Antonio Robertaccio, luego director de La Tribuna.
El editor Elías Castelnuovo (1893-1982) les solicitó a dos amigos ―el escultor Erminio Blotta (1892-1976) y el escritor Abel Rodríguez― que verificaran el domicilio y la existencia de la invisible poetisa Clara Beter, que había escrito el libro de poemas Versos de una… desde una «pensión» en el barrio Pichincha (de la ciudad de Rosario). En realidad la poetisa prostituta no existía: era una creación del poeta César Tiempo. En el domicilio rosarino les informaron que allí no se alojaba ninguna tal. En sus caminatas por la zona de prostíbulos sorprendieron a una «pupila» (eufemismo por prostituta) francesa escribiendo un epitafio rimado para un hijo que acababa de perder.

¡Vos sos Clara Beter! ―saltó Abel Rodríguez, tomándola por los hombros e intentando besarla, a los gritos de ―¡Hermana, hermana, venimos a salvarte!
César Tiempo

En 1930, la editorial Claridad publicó su primer libro de relatos, Los bestias.
En 1944, el Círculo de Prensa de Rosario publicó su antología de cuentos La barranca y el río, que sería premiada por la Municipalidad de Buenos Aires.
Con Camalotes en el río obtuvo el premio municipal de narrativa Manuel Musto.
Fue colaborador de la revista Bohemia.
Más tarde Rodríguez fue redactor cultural del diario La Capital (de Rosario), donde alcanzó el puesto de subsecretario de redacción.
Falleció en Buenos Aires el 6 de junio de 1961, a los 67 o 68 años.

## Legado
Su nieto es Abel Rodríguez, psicólogo, escritor y poeta rosarino.

En mi familia ―como suele suceder a veces― no hubo continuidad en la transmisión de datos de una generación a otra, a pesar de que durante más de 30 años, mi padre ―también llamado Abel Rodríguez― fue jefe de la sección Espectáculos del mismo diario. Por eso, nunca me enteré de que mi abuelo había sido amigo del escultor (rosarino de origen calabrés) Erminio Blotta, cuya imagen puede observarse en la foto que encontré.

Según me contaron familiares del artista, mi abuelo le había servido de modelo a su amigo Blotta, para que esculpiera el busto de Dante Alighieri. Por esa razón, en la foto posaban uno a cada lado de la obra terminada. Como contrapartida y en agradecimiento a su amigo, Erminio había agregado una letra “H” inicial a su nombre, españolizándolo.
Abel Rodríguez, nieto del escritor